# ویکونیا (شیلی)
ویکونیا (به اسپانیایی: Vicuña) یک شهرستان در شیلی است که در استان الکی واقع شده‌است. ویکونیا ۷٬۶۰۹٫۸ کیلومتر مربع مساحت و ۲۵٬۰۸۵ نفر جمعیت دارد و ۷۰۹ متر بالاتر از سطح دریا واقع شده‌است.

## خواهرخوانده
شهرهای سن خوسه د خچل، علی صبیح و سان خوآن، آرژانتین خواهرخوانده‌های ویکونیا هستند.